# Hartmut Schiedermair
Hartmut Schiedermair (* 16. Januar 1936 in Bonn; † 23. August 2020 ebenda) war ein deutscher Jurist und Universitäts-Professor für Öffentliches Recht, Völkerrecht und Rechtsphilosophie.

## Familie
Hartmut Schiedermair war der Sohn des Juristen Gerhard Schiedermair und dessen Frau Imogen Schiedermair, geb. Baum. Sein Großvater war der aus Regensburg stammende Musikwissenschaftler Ludwig Schiedermair. Hartmut Schiedermair war seit 1961 mit der Diplom-Volkswirtin Inge Schiedermair verheiratet; aus der Ehe stammen drei Kinder. Schiedermair ist Vater des Pianisten Valentin Schiedermair und der Leipziger Juraprofessorin Stephanie Schiedermair.

## Leben
Nach seinem Abitur auf dem Aloisiuskolleg in Bad Godesberg studierte Schiedermair 1955 bis 1956 Philosophie, Geschichte und Kunstgeschichte an der Johann Wolfgang Goethe-Universität in Frankfurt am Main. Von 1956 bis 1960 studierte er dort Rechtswissenschaft und Philosophie. Zwischen der Ersten (1960) und Zweiten Juristischen Staatsprüfung (1965) war Schiedermair im Referendariat bei dem Oberlandesgerichtsbezirk Frankfurt am Main, mit Unterbrechungen zur Anfertigung einer Dissertation.
1968 wurde er zum Dr. jur. an der Johann Wolfgang Goethe-Universität in Frankfurt am Main promoviert. Von 1966 bis 1974 war er wissenschaftlicher Referent am Max-Planck-Institut für ausländisches öffentliches Recht und Völkerrecht in Heidelberg. Er wurde 1974 bei Hermann Mosler für die Fächer Öffentliches Recht, Völkerrecht und Rechtsphilosophie an der Ruprecht-Karls-Universität Heidelberg habilitiert. Von 1974 bis 1976 wurde er als Regierungsdirektor im Justizministerium des Landes Rheinland-Pfalz abgeordnet zum wissenschaftlichen Dienst am Bundesverfassungsgericht.
In der Zeit von 1976 bis 1983 war Schiedermair Universitätsprofessor für Staats-, Verwaltungs- und Völkerrecht an der Universität des Saarlandes in Saarbrücken. 1983 wurde er zum Universitätsprofessor für Öffentliches Recht, Völkerrecht und Rechtsphilosophie an der Universität zu Köln berufen. 2001 erfolgte seine Emeritierung. Seit 2002 war er Lehrbeauftragter der Johannes Gutenberg-Universität Mainz in dem vom Mainzer Medieninstitut eingerichteten Weiterbildungsstudiengang Medienrecht.
Hartmut Schiedermair war von 1980 bis 2004 Präsident des Deutschen Hochschulverbandes (DHV) sein Nachfolger wurde Bernhard Kempen. 2004 wurde er Ehrenpräsident des Deutschen Hochschulverbandes. Er war Mitglied der Akademie gemeinnütziger Wissenschaften zu Erfurt.

## Ehrungen
Die Medizinische Fakultät der Universität Rostock verlieh Schiedermair 2011 die Ehrendoktorwürde. Seit 1991 war er Mitglied der Akademie gemeinnütziger Wissenschaften zu Erfurt.
1992 wurde er mit dem Verdienstkreuz 1. Klasse des Verdienstordens der Bundesrepublik Deutschland ausgezeichnet.

## Schriften (Auswahl)
- Das Phänomen der Macht und die Idee des Rechts bei Gottfried Wilhelm Leibniz (= Studia Leibnitiana, Supplementa, Bd. 7). Steiner, Wiesbaden 1970 (Dissertation Universität Frankfurt/M.).
- Der völkerrechtliche Status Berlins nach dem Viermächte-Abkommen vom 3. September 1971 (= Beiträge zum ausländischen öffentlichen Recht und Völkerrecht, Bd. 64). Springer, Heidelberg 1975, ISBN 3-540-06814-7.
- mit Dieter Dörr: Spielautomatensteuer in Baden-Württemberg. Engel, Kehl am Rhein 1984, ISBN 3-88357-036-2.
- mit Dieter Dörr: Der Schutz der deutschen Handelsflotte. Ein Rechtsgutachten. ÖTV, Stuttgart 1984.
- Der Härteausgleich im Gesetz über den Finanzausgleich zwischen Bund und Ländern. Zur Verfassungsmäßigkeit der Sonderlastabzüge und der Bundesergänzungszuweisungen nach Art. 107 Abs. 2 GG (= Studien zum öffentlichen Recht und zur Verwaltungslehre, Bd. 36). Vahlen, München 1986, ISBN 3-8006-1164-3.
- Kultur der Zukunft. Die Universität auf der Schwelle zum 21. Jahrhundert. Deutscher Hochschulverband, Bonn-Bad Godesberg 1989, ISBN 3-924066-41-8.
- Kunst im Völkerrecht. Das Eigentum am Krönungsschatz des Heiligen Römischen Reiches. In: Klaus-Eckart Gebauer (Hrsg.): Grundrechte, soziale Ordnung und Verfassungsgerichtsbarkeit. Festschrift für Ernst Benda zum 70. Geburtstag. Müller, Heidelberg 1995, S. 235–263, ISBN 3-8114-0695-7.
- Schriften zu Bildung und Wissenschaft. Zum 60. Geburtstag. Deutscher Hochschulverband, Bonn 1996, ISBN 3-924066-56-6.
- Hoffnung und Menschenwürde. Das Erbe des Sisyphos. In: Joachim Burmeister (Hrsg.): Verfassungsstaatlichkeit. Festschrift für Klaus Stern zum 65. Geburtstag. Beck, München 1997, S. 63–88, ISBN 3-406-41348-X.
- Die Wissenschaft vor dem Gerichtshof der Vernunft. Eine Anmerkung zu Wilhelm von Humboldt und Kant. In: Hans-Joachim Cremer (Hrsg.): Tradition und Weltoffenheit des Rechts. Festschrift für Helmut Steinberger (= Beiträge zum ausländischen öffentlichen Recht und Völkerrecht, Bd. 152). Springer, Berlin 2002, S. 597–610, ISBN 3-540-42954-9.
- Was kommt auf die Universitäten zu? Die Folgen des Bologna-Prozesses für die deutschen Hochschulen. Bund Freiheit der Wissenschaft, Berlin 2003.
- Pisa und die Folgen. Eine Anmerkung zum Bildungs- und Kulturauftrag der Schule. In: Stefan Muckel (Hrsg.): Kirche und Religion im sozialen Rechtsstaat. Festschrift für Wolfgang Rüfner zum 70. Geburtstag (= Staatskirchenrechtliche Abhandlungen, Bd. 42). Duncker & Humblot, Berlin 2003, S. 799–807, ISBN 3-428-10931-7.
- Das Bundesverfassungsgericht auf der Grenze zwischen dem Recht und der Politik. In: Michael Brenner (Hrsg.): Der Staat des Grundgesetzes – Kontinuität und Wandel. Festschrift für Peter Badura zum siebzigsten Geburtstag. Mohr Siebeck, Tübingen 2004, S. 477–489, ISBN 3-16-148253-0.
- Die Menschenwürde als oberstes Konstitutionsprinzip in der Ordnung des Grundgesetzes. In: Martin Hochhuth (Hrsg.): Nachdenken über Staat und Recht. Kolloquium zum 60. Geburtstag von Dietrich Murswiek. Duncker & Humblot, Berlin 2010, S. 171–191, ISBN 978-3-428-13177-8.
- Die Würde des Patienten. In: Gerhard Hafner (Hrsg.): Völkerrecht und die Dynamik der Menschenrechte. Liber Amicorum Wolfram Karl. Facultas, Wien 2012, S. 65–74, ISBN 3-7089-0912-7.

Festschrift
- Dieter Dörr (Hrsg.): Die Macht des Geistes. Festschrift für Hartmut Schiedermair. Müller, Heidelberg 2001, ISBN 3-8114-2292-8.